# Stenoschema pleminioides
Stenoschema pleminioides är en insektsart som först beskrevs av Brunner von Wattenwyl 1895.  Stenoschema pleminioides ingår i släktet Stenoschema och familjen vårtbitare. Inga underarter finns listade i Catalogue of Life.